# Sokolskoje (Nischni Nowgorod)
Sokolskoje (russisch Соко́льское) ist eine Siedlung städtischen Typs in der Oblast Nischni Nowgorod in Russland mit 6344 Einwohnern (Stand 14. Oktober 2010).

## Geographie

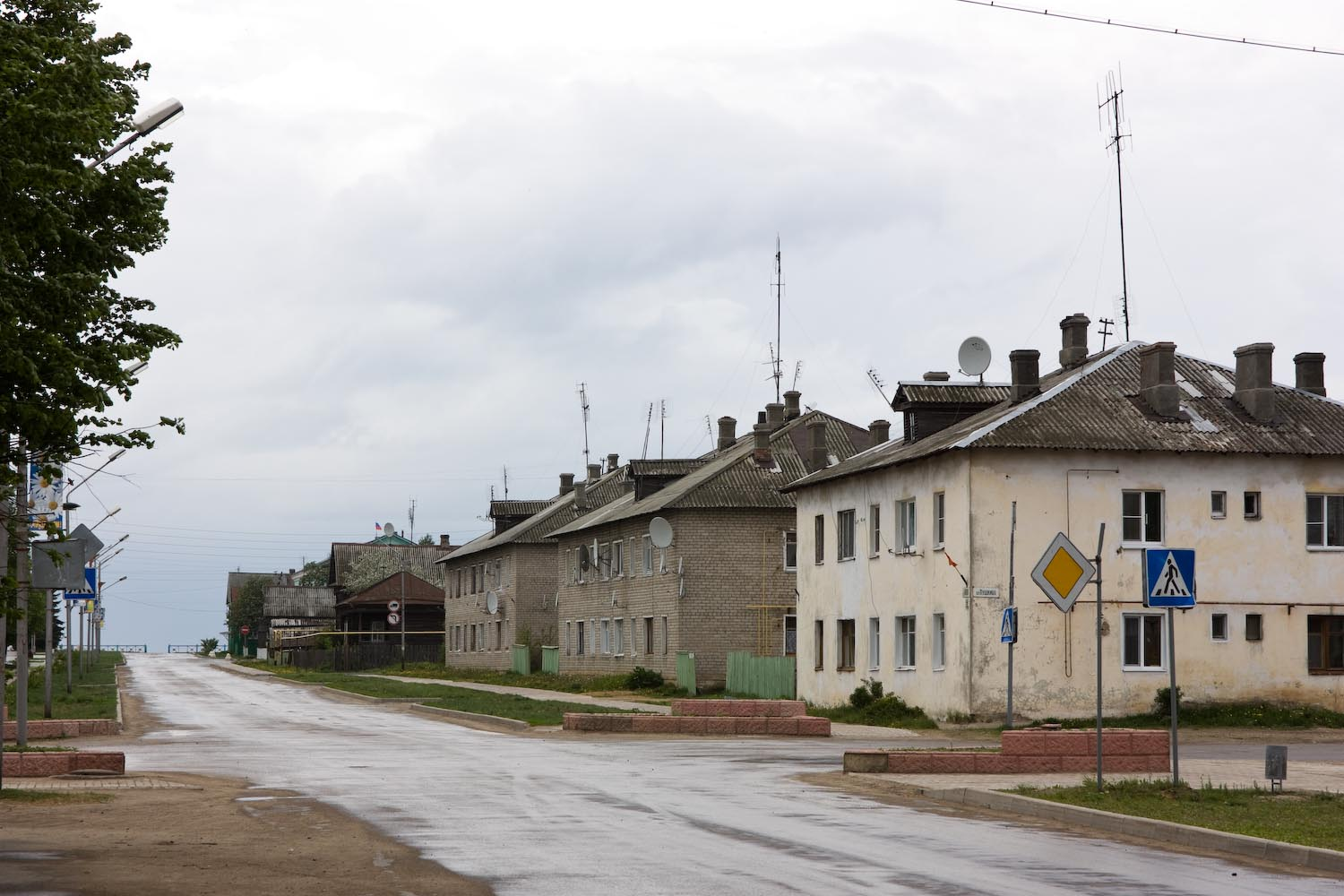
Straße in Sokolskoje

Der Ort liegt gut 100 km Luftlinie nordnordwestlich des Oblastverwaltungszentrums Nischni Nowgorod am linken Ufer des Gorkier Stausees der Wolga, gut 50 km oberhalb (nördlich) des Staudammes bei Sawolschje.
Sokolskoje ist Verwaltungszentrum des Stadtkreises Sokolski.

## Geschichte
Der Ort wurde erstmals 1888 als Dorf im Ujesd Makarjew des Gouvernements Kostroma urkundlich erwähnt. Ab 1917 gehörte es zum kurzlebigen Ujesd Kowernino, ab 1922 zum Ujesd Jurjewez. Am 25. Januar 1935 wurde Sokolskoje Verwaltungssitz eines neu geschaffenen, nach ihm benannten Rajons der Oblast Iwanowo. Seit 1938 ist Sokolskoje Siedlung städtischen Typs.
Am 3. Februar 1994 wurde Sokolskoje mit dem gesamten Rajon an die Oblast Nischni Nowgorod übergeben, zu der es bereits seit der Flutung des Gorkier Stausees in den 1950er-Jahren bessere infrastrukturelle und wirtschaftliche Anbindung hatte.
Im Rahmen der munizipalen Verwaltungsreform in Russland wurde Sokolskoje als deren einzige Ortschaft Sitz der Stadtgemeinde (gorodskoje posselenije) Rabotschi possjolok Sokolskoje. Am 2. Juni 2014 wurden alle Gemeinden des Rajons – zu diesem Zeitpunkt nach früheren Umgestaltungen neben der Stadtgemeinde noch drei Landgemeinden (selskoje posselenije) – aufgelöst und der Rajon in einen Stadtkreis mit Sitz weiterhin in Sokolskoje umgewandelt.

### Bevölkerungsentwicklung
| Jahr | Einwohner |
| ---- | --------- |
| 1939 | 4319      |
| 1959 | 5162      |
| 1970 | 6077      |
| 1979 | 6477      |
| 1989 | 7222      |
| 2002 | 6683      |
| 2010 | 6344      |

Anmerkung: Volkszählungsdaten

## Verkehr
Nach Sokolskoje führt die Regionalstraße 22K-0014, die 40 km südöstlich von der 22K-0015 Gorodez – Kowernino abzweigt. Über das unweit des Staudammes des Gorkier Stausees gelegene Gorodez besteht Anschluss in Richtung Nischni Nowgorod. Östlich der Siedlung zweigt die 22K-3931 direkt ins östlich benachbarte Rajonzentrum Kowernino ab.
In Sawolschje, am Gorodez gegenüber liegenden Wolgaufer, befindet sich etwa 60 km entfernt die nächstgelegene Bahnstation, Endpunkt einer Strecke von Nischni Nowgorod.